# Disipación
En física, la disipación incluye el concepto de un sistema dinámico en el que importantes modos mecánicos, como las ondas o las oscilaciones, pierden energía con el paso del tiempo, normalmente debido a la acción de la fricción o la turbulencia. La energía perdida se convierte en calor, reduciendo la temperatura del sistema. Estos sistemas se denominan sistemas disipativos.
Por ejemplo, se dice que una onda que pierde amplitud se disipa. La naturaleza disipativa depende de la naturaleza de la onda: una onda atmosférica, por ejemplo, puede disiparse cerca de la superficie debido a la fricción con la masa terrestre, y a niveles más altos debido al enfriamiento radiativo.

## En física computacional
En física computacional, una disipación numérica también se conoce como "disipación artificial" o "difusión artificial" o "difusión numérica". Todos ellos significan lo siguiente: cuando la ecuación de advección pura -que, por definición, está libre de disipación- se resuelve mediante un método de aproximación numérica que reduce la amplitud y cambia la forma de la onda inicial de manera análoga (similar) a un proceso difusional, se dice que el método contiene "disipación".

## En hidrología fluvial
En Hidrología, la disipación es el proceso de convertir la energía mecánica del agua que fluye hacia abajo en energía térmica y acústica. En los lechos de los arroyos (orillas de los ríos) se diseñan diversos dispositivos para reducir la energía cinética de las aguas que fluyen para reducir su potencial erosivo en las orillas y fondos de los ríos. Muy a menudo estos dispositivos parecen pequeñas cascadas, donde el agua fluye verticalmente o sobre riprap para perder parte de su fuerza cinética.